# سمرا دینچر
سمرا دینچر (انگلیسی: Semra Dinçer; ۲۵ ژوئیهٔ ۱۹۶۵ – ۱ نوامبر ۲۰۲۱) بازیگر اهل ترکیه بود. وی بین سال‌های ۱۹۸۴ تا ۲۰۲۱ میلادی فعالیت می‌کرد.